# Stawy Cietrzewia
Stawy Cietrzewia lub Glinianki Cietrzewia – dwa zbiorniki wodne: Glinianka Cietrzewia i Glinianka Krańcowa, położone w Warszawie, w dzielnicy Włochy, o łącznej powierzchni ponad 4 ha.

## Położenie
Stawy leżą po lewej stronie Wisły, w Warszawie, w dzielnicy Włochy, w rejonie osiedla Stare Włochy, w pobliżu ulic: Cietrzewia, Zbocze, Krańcowej, Zosi, Pana Tadeusza, Wylot, Dukatowej, Karatowej, Płomyka i Tomnickiej. Większy staw – Glinianka Cietrzewia znajduje się bardziej na północ od mniejszej Glinianki Krańcowej. Są częścią Parku ze Stawami Cietrzewia o powierzchni 8,16 ha.
Zgodnie z ustaleniami w ramach Programu Ochrony Środowiska dla m. st. Warszawy na lata 2009-2012 z uwzględnieniem perspektywy do 2016 r. stawy położone są na wysoczyźnie i zasilane są stale wodami podziemnymi. Glinianki są bezodpływowe.
Średnia głębokość stawów wynosi 4,1 m, a łączna powierzchnia lustra wody 4,16 ha.

## Historia

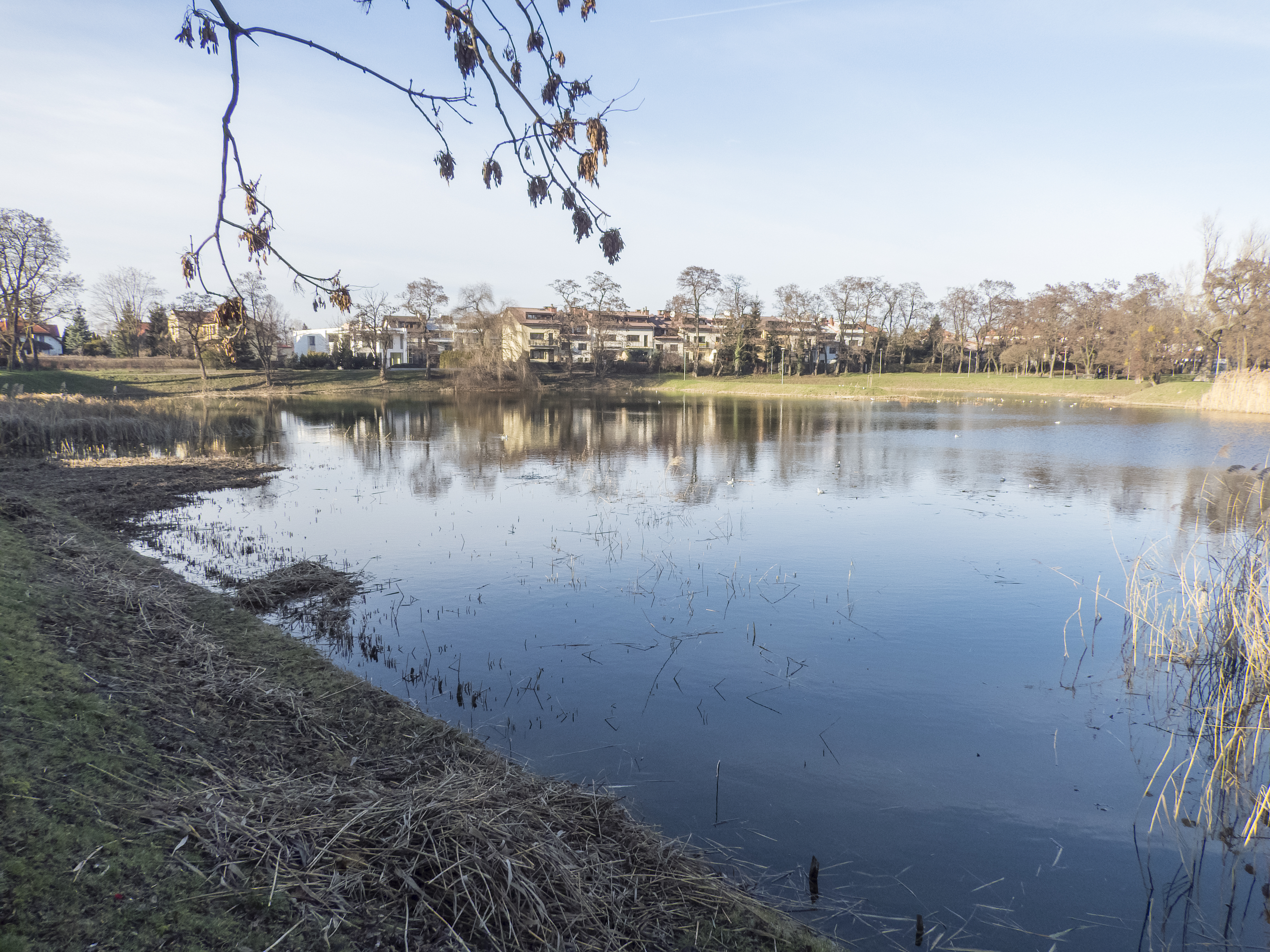
Glinianka Krańcowa (widok od południa)

Stawy są gliniankami. Powstały w wyniku zalania wodą wyrobiska iłów. Pierwsza cegielnia na terenie Włoch powstała w 1842 r. Od tego czasu notuje się rozwój tej gałęzi przemysłu w okolicach. Głównym jego inicjatorem na tym terenie był Andrzej Koelichen (1791–1861), właściciel majątku włochowskiego. Materiał do produkcji cegieł pozyskiwano z różnych miejsc, które zmieniano po wyczerpaniu surowca. Tak powstały również inne włochowskie stawy jak Staw Koziorożca czy Glinianki Załuskie.
Obecne glinianki powstały w wyniku połączenia kilku mniejszych zbiorników wodnych. Znane są dawne nazwy stawów przed ich połączeniem. Były to: Ocean, który obecnie stanowi główną część Glinianki Cietrzewia, Szkolny (lub Szkolniak), który również jest jej częścią od strony północnej, a który swą nazwę zawdzięcza pobliskiej Szkole Podstawowej nr 94 im. I Marszałka Polski Józefa Piłsudskiego oraz Karpiówka, która stanowi obecnie fragment Glinianki Krańcowej. Jeden ze stawów nosił nazwę Balijka.
W 1994 odbyło się porządkowanie terenu i wyrównanie linii brzegowych, połączono także stawy, nadając im obecną formę. W 1996 wybudowano kładkę nad Glinianką Cietrzewia w miejscu jej przewężenia. Największa jak dotąd modernizacja terenu miała miejsce w 2011, kiedy to przy udziale Gminnego Funduszu Ochrony Środowiska i Gospodarki Wodnej m.st. Warszawa za kwotę 6 milionów złotych umocniono brzegi, wybudowano pomosty dla wędkarzy, rozbudowano okoliczny park, nasadzono nowe rośliny, w tym wodne, a także zainstalowano na terenie stawów trzy fontanny – aeratory.

## Przyroda
Zgodnie z badaniem z 2004 roku na terenie zbiorników wodnych i w ich okolicach stwierdzono występowanie następujących gatunków ptaków: łyska zwyczajna, czernica i kaczka krzyżówka. Ponadto stwierdzono także obecność mewy pospolitej i mewy śmieszki, a także przedstawicieli gatunków: łabędź niemy, kawka, mazurek, sikorka bogata, sikorka modraszka, szpak zwyczajny, trzciniak zwyczajny, trzcinniczek zwyczajny i wróbel zwyczajny.
Wśród płazów zaobserwowano obecność przedstawicieli następujących gatunków: ropucha szara, żaba trawna i żaba wodna.
Na terenie stawów występuje również roślinność wodna: trzcina zwyczajna, oczeret jeziorny, pałka szerokolistna, rogatek i moczarka kanadyjska.